# Terrence Trammell
Terrence Trammell (Atlanta, Estats Units 1978) és un atleta estatunidenc, especialista en els 110 metres tanques i guanyador de dues medalles olímpiques.

## Biografia
Va néixer el 23 de novembre de 1978 a la ciutat d'Atlanta, capital de l'estat de Geòrgia (Estats Units).

## Carrera esportiva
Va participar, als 21 anys, en els Jocs Olímpics d'Estiu de 2000 realitzats a Sydney (Austràlia), on va aconseguir guanyar la medalla de plata en la prova masculina dels 110 metres tanques en quedar per darrere del cubà Anier García. En els Jocs Olímpics d'Estiu de 2004 realitzats a Atenes (Grècia) va aconseguir revalidar aquest metall, en aquesta ocasió quedant per darrere del xinès Liu Xiang i pel davant del cubà Anier García. Participà en els Jocs Olímpics d'Estiu de 2008 realitzats a Pequín (República Popular de la Xina), si bé fou eliminat en la ronda preliminar en ressentir-se d'una lesió.
Al llarg de la seva carrera ha guanyat tres medalles en el Campionat del Món d'atletisme, totes elles de plata; tres medalles en el Campionat del Món d'atletisme en pista coberta, dues d'elles d'or en la distància dels 60 metres tanques; i dues medalles en la Universíada.